# Église Saint-Marcel de Pierre-de-Bresse
Pour les articles homonymes, voir Église Saint-Marcel.
L'église Saint-Marcel est une église située dans la commune de Pierre-de-Bresse dans le département de Saône-et-Loire, en France.
L'édifice est rattaché à la paroisse catholique Notre-Dame-de-Bresse-Finage dont le siège est situé à Pierre-de-Bresse.

## Localisation
Construite sur un tertre, elle surplombe la vallée du Doubs, à l'extrémité du village par rapport au château.

## Protection
L'édifice est inscrit au titre des monuments historiques en 1950 (protection portant sur la tour du clocher, la flèche non comprise).

## Description
Le chevet constitue l'élément le plus ancien de l'édifice, avec peut-être aussi la petite tour située sur le flanc nord. La tour qui porte le clocher et la partie du bâtiment située à proximité ont connu des remaniements au XVIIIe siècle.
Le clocher abrite trois cloches depuis 1875, baptisées Marie (1500 kg), Léonie-Éléonore (716 kg) et Joséphine (415 kg).

## Culte
Édifice consacré du diocèse d'Autun relevant de la paroisse catholique Notre-Dame-de-Bresse-Finage (siège à Pierre-de-Bresse) – qui en est affectataire au titre de la loi de 1905 –, l'église de Pierre-de-Bresse est, plusieurs siècles après sa construction, un lieu de culte catholique.